# Гарасимчук Богдан Георгійович
Богдан Георгійович Гарасимчук (нар. 1 квітня 1944, с. Вільховець Борщівського району Тернопільської області, Україна) — український журналіст, редактор. Член НСЖУ (1982); знак НСЖУ «Почесний журналіст України» (2004).

## Життєпис

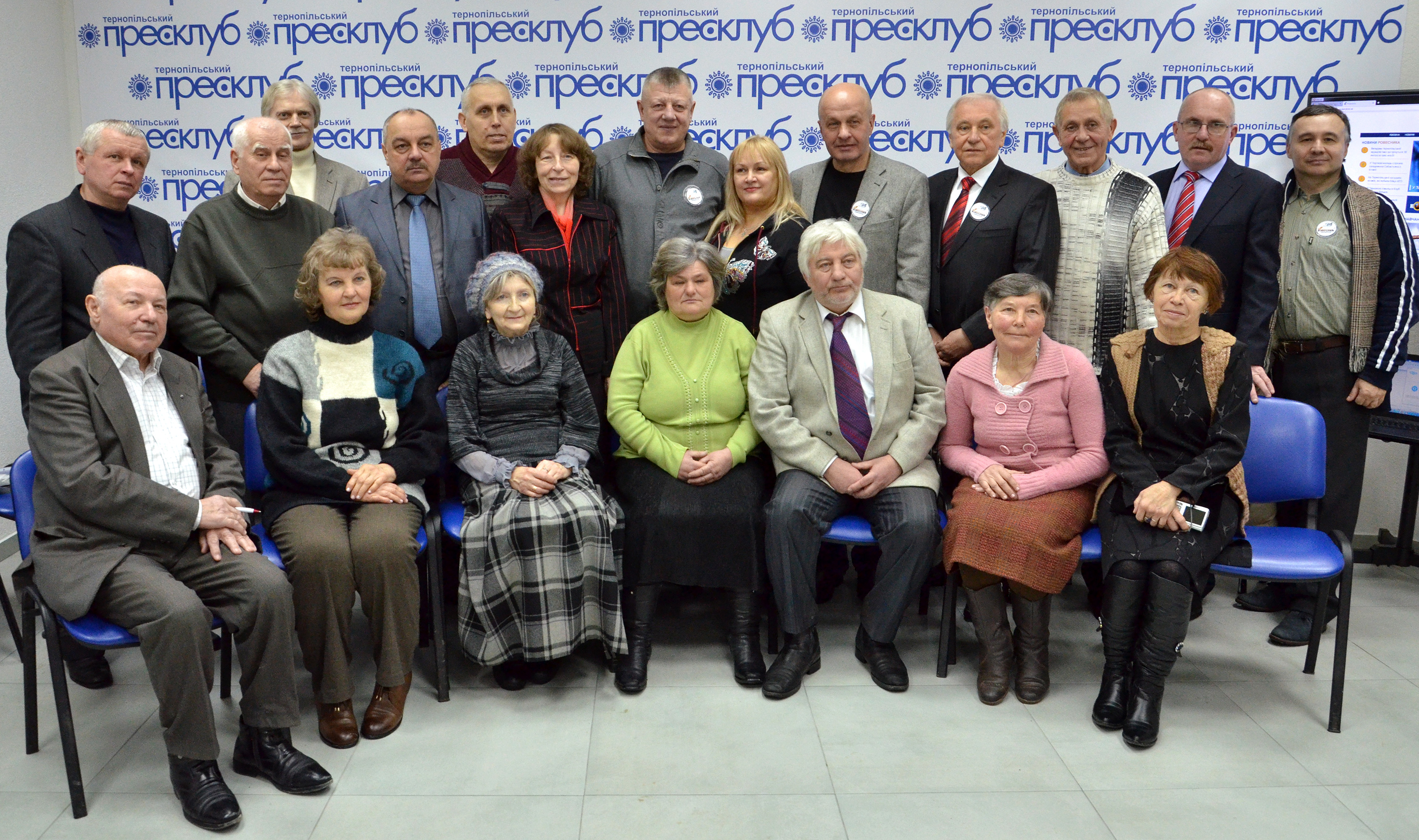
Зустріч журналістів-ветеранів газети «Ровесник» у Тернопільському прес-клубі

Закінчив факультет журналістики Львівського університету (1973, нині національний університет).
Працював завідувачем клубом у родинному селі (1961—1963), у редакції козівської районної газети «Радянське слово», обласної молодіжної газети «Ровесник», кореспондент обласного радіо, редактор багатотиражної газети «Будівельник», головний редактор газети «Промінь» та місцевого радіомовлення на НВО «Ватра» (всі — м. Тернопіль).
Керівник прес-служби регіонального відділення Фонду держмайна України в Тернопільській області (1995—2000), редактор збаразької районної газети «Народне слово» (2000—2007). Очолював Збаразьку районну організацію НСЖУ. Від 2008 — редактор газети «Вісник Збаражчини» (м. Збараж).
Від 2009 — виконавчий секретар Тернопільської обласної організації НСЖУ.